# Baenopsis
Baenopsis is een geslacht van weekdieren uit de klasse van de Gastropoda (slakken).

## Soort
- Baenopsis baetica (García-Gómez, 1984)